# Apolinary Kątski

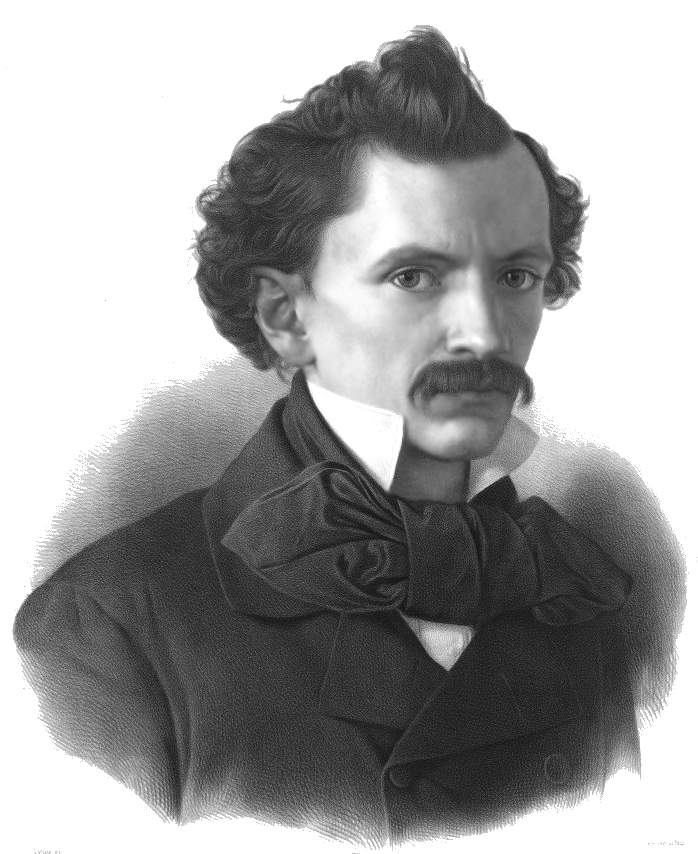
Apolinary Kątski

Apolinary Kątski (Apollinaire de Kontski; * 23. Oktober 1825 in Warschau; † 29. Juni 1879 ebenda) war ein polnischer Violinist, Komponist und Musikpädagoge.

## Leben
Kątski entstammte einer musikalischen Familie. Sein Bruder Stanisław wurde ebenfalls Violinist, seine Brüder Antoni und Karol Pianisten. Auch seine Schwester Wanda war musikalisch begabt. Im Alter von vier Jahren begann er unter der Aufsicht seines Vaters Grzegorz mit dem Violinunterricht. Im Alter von fünf Jahren trug er am Hofe des Zaren in Sankt Petersburg das Violinkonzert von Pierre Rode vor.
Die Jahre 1836 bis 1839 verbrachte Kątski in Paris als Schüler von Niccolò Paganini. Zusammen mit seinen Brüdern und der Schwester Wanda besuchte er zahlreiche Metropolen Europas mit Konzerten. 1837 trat er in London im Rahmen der Krönungsfeier der Königin Victoria auf. 1849 trat er in Krakau auf, 1850 in Warschau. Drei Jahre später wurde er zum Solisten am Hoftheater in Sankt Petersburg ernannt – als Nachfolger von Henri Vieuxtemps.
Kątski beschäftigte sich auch mit Kammermusik – zusammen mit Anton Grigorjewitsch Rubinstein, Theodor Leschetizky und Alexander Sergejewitsch Dargomyschski. Am Ende der 1850er Jahre kehrte er nach Warschau zurück. Am 26. Januar 1861 wurde sein Musikinstitut Warschau eingeweiht, bei dem er Direktor wurde und die Leitung der Violinklasse übernahm.
Zu seinen Schülern zählte u. a. Stanisław Barcewicz.